# Patrick Rondat
 (avril 2025).
Si vous disposez d'ouvrages ou d'articles de référence ou si vous connaissez des sites web de qualité traitant du thème abordé ici, merci de compléter l'article en donnant les références utiles à sa vérifiabilité et en les liant à la section « Notes et références ».
Patrick Rondat est un guitariste français, dans la veine des guitaristes instrumentaux tels que Joe Satriani, Yngwie Malmsteen, Paul Gilbert. Il explore le metal progressif, le rock instrumental, le Metal néo-classique ou rencontre la musique électronique avec Jean-Michel Jarre. Il est connu pour sa maîtrise de la technique de l'aller/retour au médiator.

## Biographie

### Jeunesse
Patrick Rondat commence à apprendre la guitare en 1977, à l'âge de 17 ans. Un jour, il entre dans l'échoppe d'un disquaire de Drancy avec son frère et écoute le guitariste Ronnie Montrose, ce qui lui donne envie d'apprendre à jouer de la guitare électrique. Quelques années plus tard, un de ses copains lui fait découvrir le guitariste de jazz fusion Al Di Meola, à qui il emprunte la technique de l'aller/retour, un mouvement de haut en bas exercé par le poignet en tenant le médiator pour attaquer les cordes. Par la suite, il réoriente son jeu vers le hard rock.

### Années 1980
En 1983 alors qu'il travaillait à Carrefour à Aulnay-sous-Bois, un copain, Frederic Guillemet, lui propose de composer des morceaux avec un chanteur. Ensemble, ils créent le groupe The Element. Le projet finit par être signé chez une maison de disques. Patrick démissionne de Carrefour et le groupe part enregistrer en Allemagne. En revenant d’Allemagne, il vit doucement de la guitare en donnant des cours et, en 1987, il commence à mettre en chantier ce qui deviendra son premier album solo.
Le premier album contenant l'un de ses titres (French Message) est la compilation Hard-Rock Rendez-Vous, qui lui donne la possibilité d'enregistrer son premier album, Just For Fun, en 1989.

### Années 1990
En 1991 sort son second album, Rape of the Earth, il participe aux Monsters of Rock en première partie de grands groupes tels que AC/DC et Metallica. En 1992 lors d'un concert du groupe Extreme, Patrick remarque la présence du musicien Jean-Michel Jarre. Il décide de lui faire parvenir ses morceaux et, quelques semaines plus tard, Jean-Michel Jarre le contacte, puis débute une longue collaboration au cours de laquelle il a notamment pu accompagner ce dernier aux quatre coins du monde et au pied de la tour Eiffel devant deux millions de Parisiens où il joue le morceau Vivaldi Tribute, reprise du mouvement « l'été » des Quatre Saisons de Vivaldi.
Il est ensuite engagé par le même label que celui de Jean-Michel Jarre, Disques Dreyfus. Il enregistre en 1996 l'album Amphibia, qui contient une version studio de Vivaldi Tribute et une reprise d'Equinoxe IV de Jean-Michel Jarre. C'est lors de l'enregistrement de cet album qu'il fait appel à Tommy Aldridge à la batterie, Patrice Guers à la basse et Phil Woindrich au clavier. L'album est présenté au public dans une tournée de showcases dans les Fnac et en concert (où Philippe Maullet remplace Tommy Aldridge à la batterie). C'est l'Amphibia Tour, l'album live sortira en 1998.
En 1998 également, Patrick Rondat participe à la tournée européenne du G3 avec Joe Satriani et Michael Schenker. Au cours de ces années, il joue avec de nombreux autres guitaristes tels que Steve Lukather, Tony MacAlpine, Gary Moore.
Il marque aussi les guitaristes par sa vidéo pédagogique Virtuosité et vélocité à la guitare où Patrick Rondat propose de nombreux exercices sur la technique de l'aller/retour au médiator.
Il enregistre ensuite, en 1999, l'album On the Edge avec les mêmes musiciens qu'Amphibia, et deux invités du label Disques Dreyfus : le pianiste de jazz Michel Petrucciani (Why Do You Do Things Like That ?) et le violoniste de jazz Didier Lockwood. Sur cet album, Patrick reprend son morceau Burn Out, extrait de Rape Of The Earth, en version unplugged (guitare acoustique - piano).

### Depuis 2000
Il joue avec Ian Parry puis intègre son groupe Elegy à partir de 2000, pour deux albums (Forbidden Fruit en 2000 et Principles of Pain en 2002).

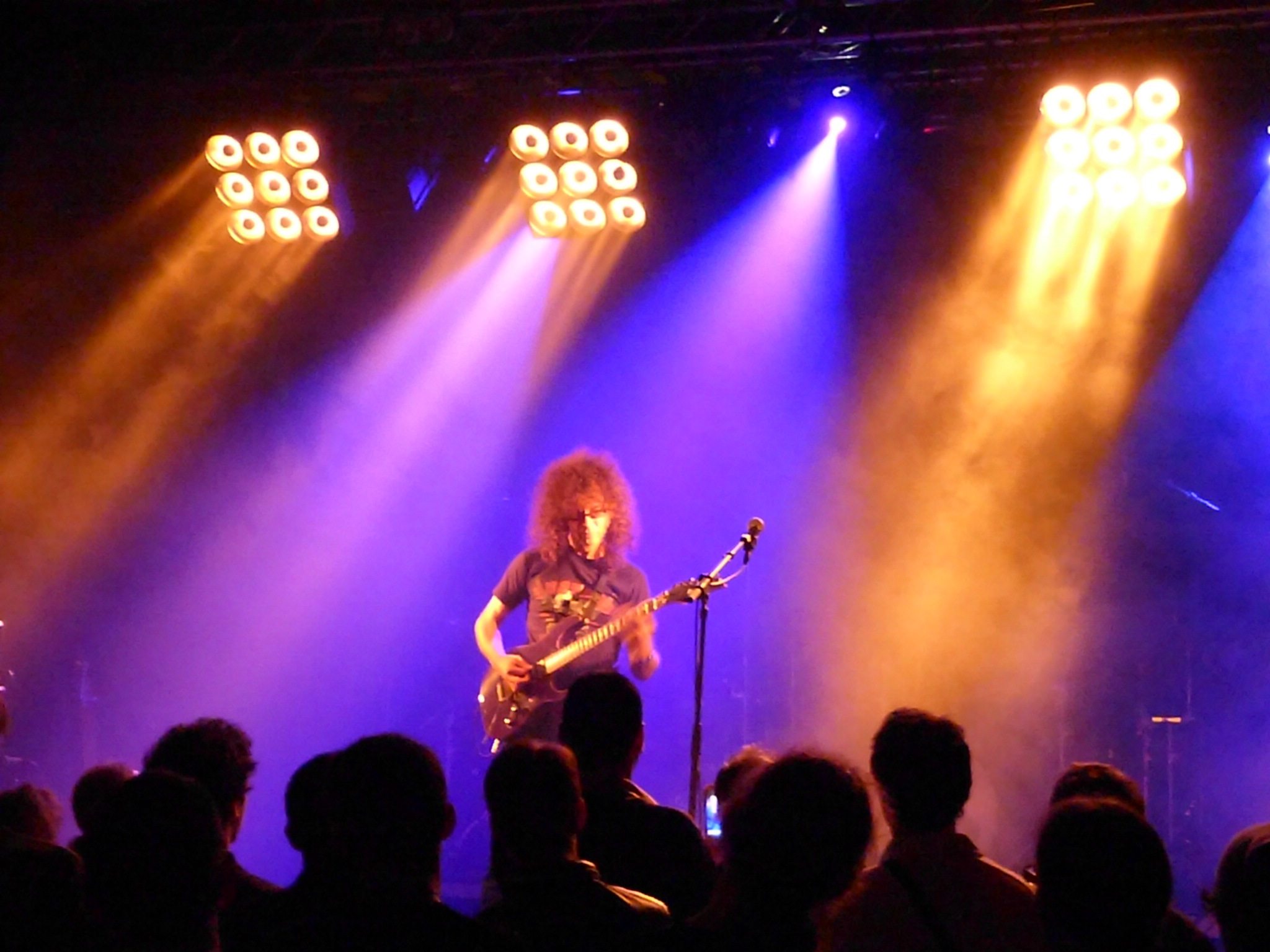
Patrick Rondat en concert à Metz en 2013

En 2004, il sort son cinquième album solo intitulé An Ephemeral World, qui se termine par une reprise de Johann Sebastian Bach, la Partita n°1 en si mineur pour violon seul.
En 2006, Patrick Rondat est invité par Francis Rimbert sur La Mécanique Du Temps. Patrick et Francis se sont connus sur la tournée de Jean-Michel Jarre Europe en Concert. Francis Rimbert a joué aux côtés de Jarre de 1986 à 2013 et Patrick Rondat de 1993 à 2005.
En 2008, il crée avec le pianiste Hervé N'kaoua un duo guitare électrique/piano de musique de chambre qui propose des adaptations notables de Mozart, Beethoven et Vivaldi, travail inédit à ce jour.
En 2009, Patrick Rondat fête ses 20 ans de carrière, et sort un song book. Il est toujours actif et continue à faire des concerts et master-class.
En 2018, Patrick lance un projet acoustique en duo avec son clavier Manu Martin où ils reprennent le répertoire de Patrick. Une tournée est prévue pour la fin 2018. En parallèle, Patrick Rondat prépare son sixième album solo.
Depuis 2019, Patrick partage la scène avec Pat O'May et d'autres guitaristes tels que Martin Barre, Pat McManus, Uli Jon Roth et Fred Chapellier depuis 2024 dans le cadre du Guitar Night Project.
En avril 2025 on retrouve Patrick Rondat comme invité sur Compassion, le cinquième album solo de Pascal Mulot. Il joue sur Spain, une reprise de Chick Corea. 
Fin mai 2025 sort Escape From Shadows, son sixième album solo. On y retrouve les musiciens qui accompagnent Patrick Rondat depuis la tournée ayant suivi An Ephemeral World : Patrice Guers à la basse, Dirk Bruinenberg à la batterie et Manu Martin aux claviers. Sur la chanson Now We're Home Patrick Rondat invite la chanteuse Gaëlle Buswel. En 2014, il avait participé à Black to Blue, le deuxième album de la chanteuse. Enfin, le guitariste Pascal Vigné a enregistré un solo sur From Nowhere.

## Matériel

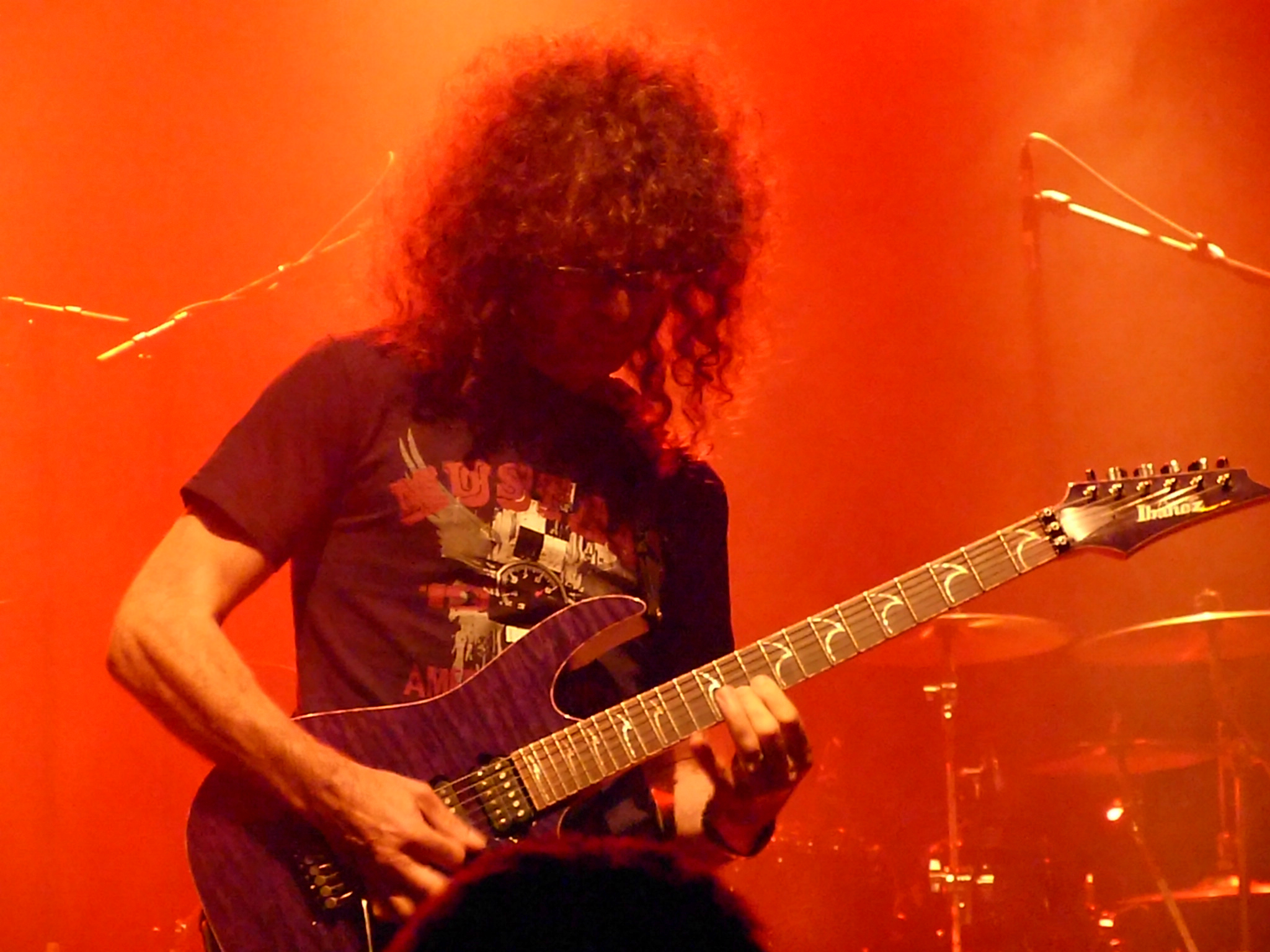
Patrick Rondat et sa guitare Ibanez à Metz en 2013.

Patrick Rondat a utilisé des guitares ESP jusqu'en 1999 avant de signer chez Ibanez.
Les modèles de guitares Ibanez qu'il utilise sont des RG 3120 custom. En 2007, Ibanez sort un modèle signature PRM1X limité à trente exemplaires. Elle est équipée de micros DiMarzio Virtual Hot PAF en aigus, et Humbucker From Hell en grave et elle possède un capteur piézoélectrique de la marque L.R Baggs.
Fin 2016, Patrick Rondat signe chez Cole Clark pour les guitares acoustiques.
Patrick Rondat a utilisé des amplis de la marque Peavey de 1992 à 2016. Fin 2016, il est endorsé par la marque d'amplis anglaise Blackstar.

## Discographie

### Albums solos
- 1989 : Just for Fun
- 1991 : Rape of the Earth
- 1996 : Amphibia
- 1998 : Amphibia Tour Live
- 1999 : On the Edge
- 2004 : An Ephemeral World
- 2006 : Best of
- 2008 : Patrick Rondat - Hervé N'Kaoua
- 2009 : Original album classics : réédition des albums studio Just for Fun ; Rape of the Earth ; An Ephemeral World ; Patrick Rondat - Hervé N'Kaoua ; + Live (concert inédit de 2005)
- 2025 : Escape From Shadows

### Collaborations
- 1985 : The Element, album Time
- 1989 : Squealer - solo sur Saturday Night (album Squealer's mark et compilation Hard rock rendez-vous)[9]
- 1993 : Jean Michel Jarre - Chronologie
- 1994 : Jean Michel Jarre - Hong Kong
- 1994 : Stone Age - sur l'album L'Enchanteur
- 1997 : Stone Age - sur l'album Les Chronovoyageurs
- 1997 : Century Scream - solo sur Time (album Century Scream)
- 1999 : Consortium Project - Consortium Project
- 2000 : Elegy - Forbidden Fruit
- 2001 : Consortium Project - Continuum in Extremis
- 2002 : Elegy - Principles of Pain
- 2004 : Gianluca Galli - Back Home
- 2006 : Francis Rimbert - Mécanique du Temps
- 2007 : Stone Age - sur l'album Totems d'Armorique
- 2008 : Patrick Rondat - Hervé N'Kaoua
- 2011 : Plug-In - sur l'album Hijack
- 2014 : Gaëlle Buswel - Back To Blue
- 2018 : Paicey Story - Made In Breizh (drumshow Ian Paice / John Helfy)
- 2018 : Pat O'May - One Night in Breizh Land (album live)
- 2023 : Heart Line - Call of the Wild (album Rock'n'Roll Queen)[10]
- 2025 : Pascal Mulot - Spain (album Compassion)